# Djoliba Athletic Club
Il Djoliba Athletic Club è una squadra calcistica di Bamako in Mali.
È una delle squadre più titolate del paese.

## Palmarès

### Competizioni nazionali
- Campionato maliano: 24

1966, 1967, 1968, 1971, 1973, 1974, 1975, 1976, 1979, 1982, 1985, 1988, 1990, 1992, 1996, 1996-1997, 1997-1998, 1998-1999, 2003-2004, 2007-2008, 2008-2009, 2011-2012, 2021/2022, 2023/2024
- Coppa del Mali: 20

1965, 1971, 1973, 1974, 1975, 1976, 1977, 1978, 1979, 1981, 1983, 1993, 1996, 1998, 2003, 2004, 2007, 2008, 2009, 2022
- Supercoppa del Mali: 8

1993, 1994, 1997, 1999, 2008, 2012, 2013, 2022

### Altri piazzamenti
- Campionato maliano:

Secondo posto: 2010-2011
Terzo posto: 2009-2010, 2012-2013, 2016, 2016-2017
- Coppa del Mali:

Finalista: 1961, 1964, 1980, 1984, 1985, 1986, 1988, 1989, 1990, 2005, 2013, 2014, 2017, 2018
- CAF Champions League:

Semifinalista: 1967
- Coppa delle Coppe d'Africa:

Semifinalista: 1981, 1982
- Coppa della Confederazione CAF:

Finalista: 2012

## Organico

### Rosa 2013-2014
| N. |                   | Ruolo | Calciatore             |
| -- | ----------------- | ----- | ---------------------- |
| 1  | Mali (bandiera)   | P     | Abdoulaye Diakité      |
| 2  | Mali (bandiera)   | D     | Issa Traoré            |
| 3  | Guinea (bandiera) | D     | Ibrahima Sory Bangoura |
| 4  | Mali (bandiera)   | C     | Salif Coulibaly        |
| 5  | Mali (bandiera)   | C     | Samba Diallo           |
| 6  | Mali (bandiera)   | D     | Boubacar Koné          |
| 7  | Mali (bandiera)   | A     | Sékou Rafan Sidibé     |
| 8  | Mali (bandiera)   | C     | Idrissa Traoré         |
| 9  | Guinea (bandiera) | C     | Almamy Camara          |
| 12 | Mali (bandiera)   | C     | Karim Sogoba           |
| 13 | Mali (bandiera)   | C     | Gimballa Tounkara      |
| 14 | Mali (bandiera)   | A     | Mintou Doukouré        |

| N. |                 | Ruolo | Calciatore               |
| -- | --------------- | ----- | ------------------------ |
| 15 | Mali (bandiera) | C     | Ibrahima Sidibé          |
| 16 | Mali (bandiera) | P     | Cheikh Abdoul-Qadir Sy   |
| 17 | Mali (bandiera) | C     | Mahamane Cissé           |
| 21 | Mali (bandiera) | A     | Sedonoude Janvier Abouta |
| 22 | Mali (bandiera) | P     | Ali Yirango              |
| 23 | Mali (bandiera) | D     | Saidouba N'Diaye         |
| 24 | Mali (bandiera) | A     | Issa M. Traoré           |
| 25 | Mali (bandiera) | C     | Kassim Diallo            |
| 26 | Mali (bandiera) | A     | Seydou Diallo            |
| 27 | Mali (bandiera) | A     | Malick Touré             |
| 28 | Mali (bandiera) | D     | Moustapha Niang          |
| 29 | Mali (bandiera) | D     | Abdoulaye Traoré         |